# G. G. 사토
사토 다카히코(일본어: 佐藤 隆彦, さとう たかひこ, 1978년 8월 9일~)는 G. G. 사토(G.G.佐藤)로도 알려진 일본의 전 프로 야구 선수다.

## 인물
2003년 사이타마 세이부 라이온스에 입단하였으며, 2008년 베이징 올림픽에 일본 야구 국가대표팀으로 출전하였다. 그러나 올림픽 기간 중 대한민국과의 준결승전에서 상대 타자인 고영민의 플라이를 잡다가 어이없이 떨어뜨리는 등 일본에서 패배의 원흉으로 낙인찍히는 불명예를 안게 되었다. 일본 프로 야구에서는 G.G. Sato라는 등록명을 사용한다. 2011년 세이부에서 방출되었고, 이듬해 이탈리아 포르티투도 베이스볼 볼로냐에 이적하였으나 그 해 8월에 방출되었다. 이후 세이부에서 함께했던 이토 쓰토무 감독이 새로 들어온 지바 롯데 마린스의 입단 테스트를 받아 이적했다. 2014년 시즌을 마치고 지바 롯데에서 방출된 후 현역 은퇴를 선언, 측량 회사의 매니저로 입사하여 회사원으로 새출발을 하였다.

## 등록명의 유래
중학교 때부터 얼굴이 노안이라 ‘아저씨’라는 별명을 가졌는데 그러다보니 ‘지지’(爺, じじ)라는 별명으로 불리게 되었고, 그 별명에 애착이 남아 등록명을 ‘G.G.사토’로 정하였다.

## 상세 정보

### 출신 학교
- 도인가쿠엔 고등학교
- 호세이 대학

### 선수 경력
프로팀 경력
- 세이부 라이온스·사이타마 세이부 라이온스(2004년 ~ 2011년)
- 포르티투도 베이스볼 볼로냐(2012년)
- 지바 롯데 마린스 (2013년 ~ 2014년)

국가 대표 경력
- 베이징 올림픽 일본 국가대표팀(2008년)

### 수상·타이틀 경력
- 월간 MVP : 2회(2008년 5월, 2009년 9월)

### 주요 기록

#### 첫 기록
- 첫 출장 : 2004년 3월 30일, 대 후쿠오카 다이에 호크스 2차전(후쿠오카 돔)
- 첫 선발 출장 : 2004년 4월 4일, 대 오릭스 블루웨이브 1차전(세이부 돔)
- 첫 안타·첫 타점 : 2004년 4월 5일, 대 오릭스 블루웨이브 1차전(세이부 돔)
- 첫 홈런 : 2004년 6월 13일, 대 지바 롯데 마린스 14차전(세이부 돔)
- 첫 도루 : 2006년 4월 25일, 대 홋카이도 닛폰햄 파이터스 4차전(인보이스 세이부 돔)

#### 기타
- 올스타전 출장 : 1회(2008년)

### 등번호
- 46(2004년 ~ 2012년)
- 48(2013년)

### 연도별 타격 성적
| 연도     | 소속     | 경 기 | 타 석 | 타 수 | 득 점 | 안 타 | 2 루 타 | 3 루 타 | 홈 런 | 루 타 | 타 점 | 도 루 | 도루 실패 | 희생 번트 | 희생 플라이 | 볼 넷 | 고의 사구 | 死 구 | 삼 진 | 병 살 타 | 타 율 | 출 루 율 | 장 타 율 | O P S |
| -------- | -------- | ----- | ----- | ----- | ----- | ----- | ------- | ------- | ----- | ----- | ----- | ----- | --------- | --------- | ----------- | ----- | --------- | ----- | ----- | -------- | ----- | -------- | -------- | ----- |
| 2004년   | 세이부   | 45    | 63    | 57    | 9     | 17    | 2       | 0       | 3     | 28    | 8     | 0     | 0         | 0         | 1           | 4     | 0         | 1     | 17    | 1        | .298  | .349     | .491     | .840  |
| 2005년   | 세이부   | 37    | 59    | 56    | 3     | 12    | 3       | 0       | 2     | 21    | 3     | 0     | 0         | 0         | 0           | 2     | 0         | 1     | 17    | 3        | .214  | .254     | .375     | .629  |
| 2006년   | 세이부   | 45    | 138   | 133   | 18    | 33    | 6       | 0       | 4     | 51    | 17    | 2     | 0         | 0         | 0           | 3     | 0         | 2     | 42    | 1        | .248  | .275     | .383     | .659  |
| 2007년   | 세이부   | 136   | 542   | 486   | 65    | 136   | 31      | 3       | 25    | 248   | 69    | 7     | 7         | 0         | 2           | 38    | 2         | 16    | 103   | 13       | .280  | .351     | .510     | .861  |
| 2008년   | 세이부   | 105   | 432   | 388   | 62    | 117   | 30      | 1       | 21    | 212   | 62    | 1     | 3         | 0         | 2           | 31    | 2         | 11    | 62    | 11       | .302  | .368     | .546     | .914  |
| 2009년   | 세이부   | 136   | 556   | 502   | 69    | 146   | 34      | 0       | 25    | 255   | 83    | 1     | 1         | 1         | 1           | 43    | 4         | 9     | 121   | 20       | .291  | .357     | .508     | .865  |
| 2010년   | 세이부   | 53    | 179   | 162   | 13    | 33    | 4       | 0       | 6     | 55    | 19    | 1     | 1         | 0         | 4           | 12    | 0         | 1     | 52    | 1        | .204  | .257     | .340     | .596  |
| 2012년   | 볼로냐   | 42    | 184   | 160   | 35    | 51    | 11      | 1       | 3     | 73    | 22    | 2     | 1         | 0         | 3           | 14    | 0         | 7     | 33    | 3        | .319  | .391     | .456     | .847  |
| 2013년   | 롯데     | 30    | 54    | 51    | 6     | 13    | 5       | 0       | 2     | 24    | 9     | 0     | 1         | 0         | 0           | 3     | 0         | 0     | 15    | 3        | .255  | .296     | .471     | .767  |
| NPB：8年 | NPB：8年 | 587   | 2023  | 1835  | 245   | 507   | 115     | 4       | 88    | 894   | 270   | 12    | 13        | 1         | 10          | 136   | 8         | 41    | 429   | 53       | .276  | .338     | .487     | .825  |
| IBL：1年 | IBL：1年 | 42    | 184   | 160   | 35    | 51    | 11      | 1       | 3     | 73    | 22    | 2     | 1         | 0         | 3           | 14    | 0         | 7     | 33    | 3        | .319  | .391     | .456     | .847  |

- 2013년 기준.

### 연도별 수비 성적
| 연도 | 외야 | 외야 | 외야 | 외야 | 외야 | 외야   | 1루  | 1루  | 1루  | 1루  | 1루  | 1루    |
| 연도 | 경기 | 척살 | 보살 | 실책 | 병살 | 수비율 | 경기 | 척살 | 보살 | 실책 | 병살 | 수비율 |
| ---- | ---- | ---- | ---- | ---- | ---- | ------ | ---- | ---- | ---- | ---- | ---- | ------ |
| 2004 | -    | -    | -    | -    | -    | -      | 21   | 65   | 2    | 1    | 7    | .985   |
| 2005 | 3    | 3    | 0    | 0    | 0    | 1.000  | 10   | 21   | 1    | 1    | 1    | .957   |
| 2006 | 38   | 55   | 4    | 1    | 2    | .983   | -    | -    | -    | -    | -    | -      |
| 2007 | 131  | 267  | 7    | 0    | 2    | 1.000  | 3    | 12   | 0    | 0    | 2    | 1.000  |
| 2008 | 99   | 167  | 9    | 1    | 2    | .994   | -    | -    | -    | -    | -    | -      |
| 2009 | 117  | 185  | 4    | 2    | 1    | .983   | -    | -    | -    | -    | -    | -      |
| 2010 | 44   | 70   | 0    | 2    | 0    | .972   | 2    | 13   | 0    | 0    | 1    | 1.000  |
| 통산 | 432  | 747  | 24   | 6    | 7    | .992   | 36   | 111  | 3    | 2    | 11   | .983   |